# Brahim Boutayeb
Moulay Brahim Boutayeb (Khémisset, 15 augustus 1967) is een voormalig Marokkaanse atleet, die gespecialiseerd was in de lange afstand. Hij werd meervoudig Afrikaans kampioen en olympisch kampioen.
Tot aan de Olympische Spelen van 1988 in Seoel was Boutayeb in de atletiekwereld een relatief onbekende en indien men hem wel kende dan met name als 5000-meter-loper. Op de 10.000 m in Seoel lukte het hem om samen met de Kenianen Kipkemboi Kimeli en Moses Tanui het tempo te maken. Een kleine kopgroep passeerde de 5000-meter-grens in een wereldrecord-tempo en Boutayeb nam de leiding over. Hij won de wedstrijd met de op drie na beste gelopen tijd ooit (27.21,46).
Na de Olympische Spelen besloot Boutayeb zich weer meer op de kortere afstanden te richten. Op de afstanden tussen 1.500 m en 5000 m verbrak hij al zijn persoonlijke records. Op het WK 1991 in Tokio won Boutayeb op de 5000 m een bronzen medaille. Op de Olympische Spelen van 1992 in Barcelona behaalde Boutayeb een ondankbare vierde plaats, met slechts 0,75 seconde achterstand op de Dieter Baumann (goud).
Nadat hij op het WK 1993 in de voorronde uitgeschakeld werd, maakte Boutayeb zijn einde van zijn atletiekcarrière bekend en besloot zich te richten op de autosport.

## Titels
- Olympisch kampioen 10.000 m - 1988
- Afrikaans kampioen 5000 m - 1988
- Afrikaans kampioen 10.000 m - 1988
- Afrikaans kampioen 3000 m steeplechase - 2002
- Arabisch jeugdkampioen veldlopen - 1986
- Pan-Arabische junioren kampioen 5000 m - 1986
- Pan-Arabische kampioen 5000 m - 1987, 1989
- Pan-Arabische kampioen 10.000 m - 1989

## Persoonlijke records
| Onderdeel | Prestatie | Datum             | Plaats      |
| --------- | --------- | ----------------- | ----------- |
| 3000 m    | 7.48,13   | 18 juli 1994      | Nice        |
| 5000 m    | 13.17,05  | 1 juni 1995       | Saint-Denis |
| 10.000 m  | 27.21,46  | 26 september 1988 | Seoel       |

## Palmares

### 5000 m
- 1986:  Pan Arabische jeugdkamp. - onbekende tijd
- 1987: 10e in ½ fin. WK - 13.32,73
- 1988: 4e DN Galan - 13.18,68
- 1988:  Golden Gala - 13.33,95
- 1988: 5e Weltklasse Zürich - 13.28,52
- 1988:  Afrikaanse kamp. - 13.49,69
- 1989:  Arabische kamp. - onbekende tijd
- 1990:  Grand Prix Finale in Athene - 13.30,54
- 1991:  Japanse kamp. - 13.37,71
- 1991: 4e DN Galan - 13.15,38
- 1991:  Middellandse Zeespelen - 13.29,64
- 1991:  Golden Gala - 13.10,44
- 1991:  La Coruña - 13.21,02
- 1991:  Weltklasse Zürich - 13.22,17
- 1991:  WK in Tokio - 13.22,70
- 1991:  Grand Prix Finale in Barcelona - 13.22,99
- 1992:  Europacup in Birmingham - 13.52,59
- 1992: 5e Athletissima - 13.35,02
- 1992:  Night of Athletics in Hechtel - 13.29,30
- 1992: 4e OS - 13.13,27
- 1992:  Grand Prix Finale in Turijn - 13.45,42
- 1993:  Europacup in Boedapest - 14.02,75
- 1993: 6e in serie WK - 13.42,30

### 10.000 m
- 1988: 5e Bislett Games - 27.39,12
- 1988:  Afrikaanse kamp. - 28.55,30
- 1988:  OS - 27.21,46
- 1989:  Memorial Van Damme - 27.42,25
- 1992:  Europacup in Birmingham - 28.58,55
- 1993:  Europacup in Boedapest - 29.16,01

### 20 km
- 1994:  20 km van Parijs - 58.37

### veldlopen
- 1985: 10e WK junioren - 23.19
- 1986:  Arab jeugdkamp. in Baghdad - onbekende tijd
- 1986: 7e WK junioren in Colombier - 23.09,4
- 1992: 56e WK in Boston - 38.31
- 1994: 26e WK in Boedapest - 35.57

1912: Hannes Kolehmainen ·
1920: Paavo Nurmi ·
1924: Ville Ritola ·
1928: Paavo Nurmi ·
1932: Janusz Kusociński ·
1936: Ilmari Salminen ·
1948: Emil Zátopek ·
1952: Emil Zátopek ·
1956: Vladimir Koets ·
1960: Pjotr Bolotnikov ·
1964: Billy Mills ·
1968: Naftali Temu ·
1972: Lasse Virén ·
1976: Lasse Virén ·
1980: Miruts Yifter ·
1984: Alberto Cova ·
1988: Brahim Boutayeb ·
1992: Khalid Skah ·
1996: Haile Gebrselassie ·
2000: Haile Gebrselassie ·
2004: Kenenisa Bekele ·
2008: Kenenisa Bekele ·
2012: Mo Farah ·
2016: Mo Farah ·
2020: Selemon Barega ·
2024: Joshua Cheptegei